# كين بومان
كين بومان (بالإنجليزية: Ken Bowman)‏ (15 ديسمبر 1942 – 27 ديسمبر 2023) هو لاعب كرة قدم أمريكية أمريكي، ولد في 15 ديسمبر 1942 في ميلان في الولايات المتحدة.

## وصلات خارجية
- كين بومان على موقع مرجع كرة القدم المحترفة.كوم (الإنجليزية)